# Dompierre-sur-Chalaronne

Dompierre-sur-Chalaronne este o comună în departamentul Ain din estul Franței.